# Inklusionspreis Berlin

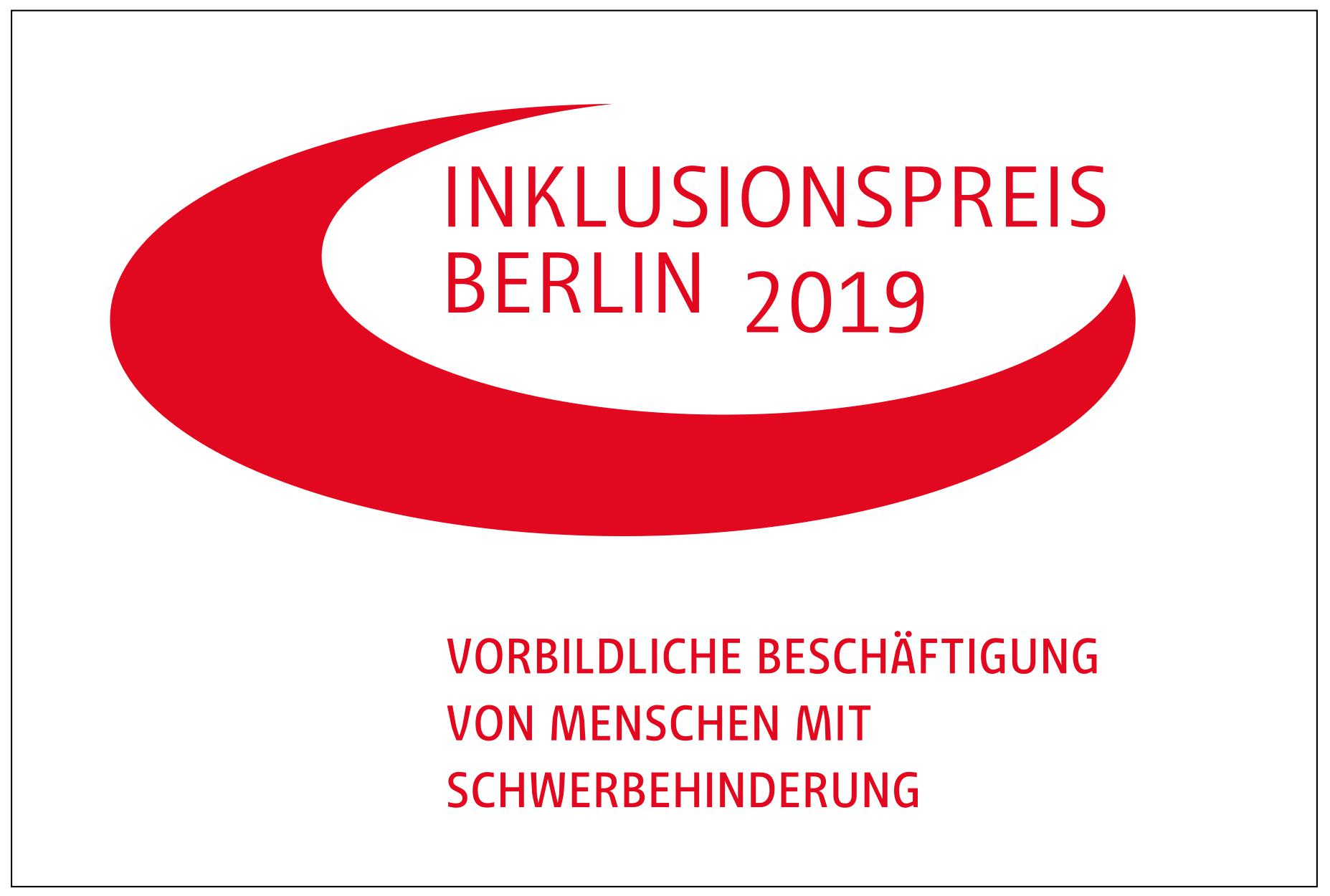
Inklusionspreis Berlin 2019

Der Inklusionspreis Berlin wird seit 2003 jährlich vom Land Berlin verliehen. Die Senatsverwaltung für Integration, Arbeit und Soziales und das Landesamt für Gesundheit und Soziales vergeben den Inklusionspreis an Berliner Arbeitgeberinnen und Arbeitgeber, die schwerbehinderte Menschen vorbildlich ausbilden oder beschäftigen. 2013 wurde der Wettbewerb von Integrationspreis in Inklusionspreis umbenannt, da der vorherige Name uneindeutig war.
Seit 2012 wird mit dem Landespreis jeweils ein Bewerber in den Kategorien Kleinunternehmen, Mittelständische Unternehmen und Großunternehmen ausgezeichnet. Private sowie öffentliche Unternehmen jeder Größe und aller Wirtschaftsbereiche können am Wettbewerb teilnehmen. Alle Preise sind gleichwertig und jeweils mit einer Geldprämie in Höhe von 10.000 Euro dotiert. Daneben kann ein Sonderpreis vergeben werden. Die Preisträger werden von einer Jury ausgewählt, in der neben der Landesbeauftragten für Menschen mit Behinderung und der öffentlichen Verwaltung auch Arbeitnehmer- und Arbeitgeberverbände sowie Behindertenorganisationen vertreten sind.

## Preisträge
- 2005: Berliner Stadtreinigungsbetriebe[1]
- 2006: Deutsche Post AG[2]
- 2007: Georg Menshen[3]
- 2008: Robert Koch-Institut[4]
- 2009: Daimler AG[5]
- 2010: Studentenwerk Berlin[6]
- 2011: G-ELIT Präzisionswerkzeug[7][8]

(Quelle:Land Berlin)

### Preisträger 2012
- Kleinunternehmen: C. Ates Ihr Malermeister (2012)[10]
- Mittelständische Unternehmen: Herold Ingenieurgesellschaft für den Garten- und Landschaftsbau (2012)[10][11]
- Großunternehmen: Deutsche Rentenversicherung Bund[10]
- Sonderpreis: Berliner Stadtreinigungsbetriebe[10]

### Preisträger 2013
- Kleinunternehmen: Nitze Malerei GmbH
- Mittelständische Unternehmen: Niderkrone e.K. – Wäscherei & Mietwäscheverleih
- Großunternehmen: Berliner Wasserbetriebe
- Sonderpreis: Zaulig Maklerservice GmbH[12]

### Preisträger 2014
- Kleinunternehmen: Time Seven GmbH
- Mittelständische Unternehmen: Gebäudereinigung Petersohn
- Großunternehmen: GASAG Gruppe (Standort Berlin)
- Sonderpreis: Bundesarchiv (Standorte Berlin-Lichterfelde & Berlin-Wilmersdorf)[13]

### Preisträger 2015
- Kleinunternehmen: Amitola Familiencafé
- Mittelständische Unternehmen: SCHILKIN GmbH & Co. KG Berlin
- Großunternehmen: Kindergärten NordOst
- Sonderpreis: CK-Dental – Zahntechnik[14]

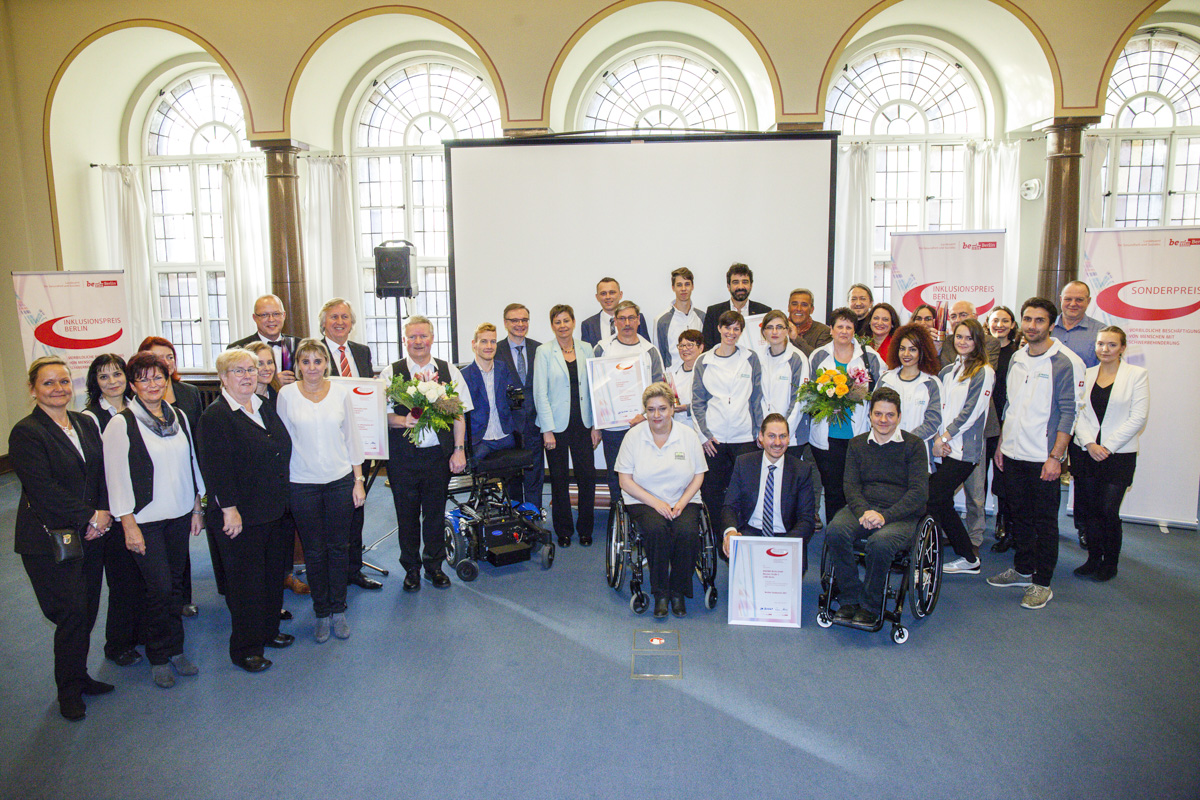
Preisverleihung Inklusionspreis Berlin 2017

### Preisträger 2016
- Kleinunternehmen: Mr. Cuisine/Frederic Sternitzky – Gewerbeparkrestaurant
- Mittelständische Unternehmen: METRO Cash & Carry Deutschland GmbH (Standort Berlin)
- Großunternehmen: Deutsche Bahn Energie GmbH (Standort Berlin)
- Sonderpreis: Bundestagsverwaltung[15]

### Preisträger 2017
- Kleinunternehmen: CK-Dental – Zahntechnik
- Mittelständische Unternehmen: Stiftung Stadtmuseum Berlin
- Großunternehmen: GALERIA Kaufhof GmbH (Standort Berlin-Alexanderplatz)
- Sonderpreis: KADOMO Berlin GmbH[16]

### Preisträger 2018
- Kleinunternehmen: Michael Görner ServiceGroup
- Mittelständische Unternehmen: Carl Kühne KG (GmbH & Co.)
- Großunternehmen: Berliner Verkehrsbetriebe (BVG)[17]

### Preisträger 2019
- Kleinunternehmen: Repro- & Werbezentrum Prenzlauer Berg GmbH
- Mittelständische Unternehmen: Grieneisen GBG Bestattungen GmbH
- Großunternehmen: Vivantes Netzwerk für Gesundheit GmbH[18]

### Preisträger 2020
- Kleinunternehmen: Paradiesfabrik GmbH
- Mittelständische Unternehmen: Zentral- und Landesbibliothek Berlin (ZLB)
- Großunternehmen: Bezirksamt Neukölln von Berlin
- Inklusive Ausbildung: Mosaik-Services Integrationsgesellschaft mbH[19]